# Zagyvaszentjakab
Zagyvaszentjakab egykor önálló község, 1925 óta Szurdokpüspöki része.

## Fekvése
A Mátra nyugati lábánál, a Zagyva völgyében, Szurdokpüspöki központjától északra, Pásztótól 6 kilométerre délre, a Zagyva bal partján fekszik. A Diós-patak folyik át rajta.
Főutcája a Szurdokpüspöki és Pásztó között húzódó 2407-es út; az ország távolabbi részei felől közúton a legegyszerűbben a 21-es főúton közelíthető meg, a 2406-os, majd pedig arról a 2407-es útra letérve. Vasúton a Hatvan–Somoskőújfalu-vonal szurdokpüspöki állomásán kell leszállni.

## Története
Zagyvaszentjakab Árpád-kori település, nevét 1296-ban említette először oklevél. Ekkor került a település az Aba nemzetség-beliek Kompolti ágából leszármazott Péter, a királyi étekfogók kancellárjának birtokába, aki e helységet nejével kapta. A település egykor Nógrád vármegyéhez tartozott, 1423-ban azonban a király ismét Heves vármegyébe helyezte át. Ekkor a nánai Kompolthiak birtoka volt. Plébániáját már az 1332–37. évi pápai tizedjegyzékben is említették, a patai főesperességi kerülethez tartozott. Kompolthi János fiai, Zsigmond és Ferenc valamint Országh Mihály négy fia között 1522-ben létrejött örökösödési szerződés alapján a Kompolthiak kihaltával Országh Mihály fiai: János, Ferenc, Imre és László örökölték. 1549-ben Losonczy István, Országh Kristóf gyámjának birtokaként említették. 1552-ben még 8 adóköteles jobbágytelket írtak itt össze, 1564-ben pedig 11 portája volt.
Országh László fiának, Kristófnak, 1567-ben bekövetkezett utód nélküli halála után I. Miksa király 1569-ben Országh Borbálának, enyingi Török Ferenc nejének adományozta. A 17. század közepén Hamvay Ferenc alispán birtoka volt, akinek 1699-ben bekövetkezett halála után Forgách Ádám nyerte adományul. 1741-ben a Nyáry, a 19. század elején pedig a gróf Draskovich, gróf Esterházy, báró Révay, gróf Cebrián, Horváth és Csányi családoknak volt itt földesúri joguk, majd Kohn József lett a birtokosa.
1852-ben nagy tűzvész pusztított itt, ami a helységet csaknem egészen elpusztította.
1910-ben 855 magyar lakosából 838 fő római katolikus és 15 izraelita volt.
Fokozatosan összeépült Szurdokpüspökivel, 1925-ben pedig egyesült vele.

## Nevezetességek
- Szent Jakab apostol római katolikus templom:  1904–1906 között épült. Oltárképét Túri Gyula festette. A képen idősebb Jakab apostol a 19. század eleji viseletbe öltözött helybéliek gyűrűjében prédikál.